# Бразильский интегрализм

Бразильский интегрализм (порт. Integralismo brasileiro) — политическое движение с фашистской идеологией, основанное в октябре 1932 его бессменным лидером Плиниу Салгаду — писателем, прославившимся во время Недели современного искусства 1922 в Сан-Паулу. Движение заимствовало основные черты итальянского фашизма. Однако интегралисты имели монархо-фашистский политический курс и не признавали расизм, что отражено в их слогане «Единение для всех рас и народов» и в том, что в партию принимали людей разных рас, в том числе чернокожих. Партия интегралистов называлась «Бразильское интегралистское действие» (порт. Ação Integralista Brasileira, AIB). Слово «интегрализм» использовалось также традиционалистским движением португальских интегралистов (порт. Integralismo Lusitano). Флаг АИБ представляет собой небесно-голубое полотнище с белым кругом, внутри которого находится заглавная греческая буква Σ.
Движение имело полувоенную организацию и собственную униформу, отличительной чертой которой были зелёные рубашки. АИБ проводила организованные демонстрации, её политическая программа включала неприятие марксизма и либерализма, национализм в контексте разнородной и терпимой нации под влиянием «христианской морали». Как и европейские фашисты, интегралисты опирались на средний класс. Они привлекли на свою сторону многих офицеров, особенно во флоте.
Отношение к евреям было предметом дискуссии между лидерами партии: Салгаду был против антисемитизма, однако Густаву Баррозу — глава Интегралистской милиции (военизированного формирования) — был известен своей неприязнью к евреям. Это привело как минимум к двум конфликтам внутри движения, в 1935 и в 1936, когда Салгаду едва не отказался от руководства.
Один из главнейших принципов интегралистской идеологии — так называемая «внутренняя революция» или «личная революция», в ходе которой человек был побуждаем перестать думать только о себе и начинал входить в гигантскую семью интегралистов, становясь единым с Отечеством, забывая эгоистичные и «злые» ценности.

## Отношение с режимом Варгаса

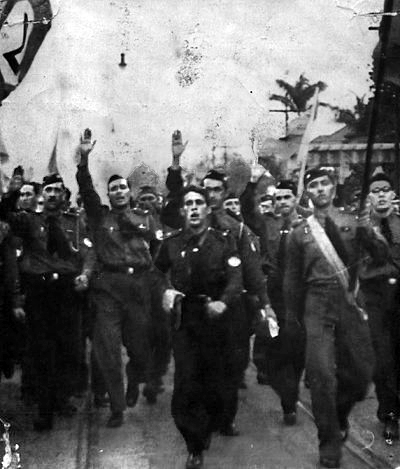
Приветствие бразильских интегралистов «Anauê!», что значит «ты — мой брат!» (считается что оно пришло из языков тупи)

В начале тридцатых Бразилия переживала волну политического радикализма. Из-за принятия законов о труде рабочие поддерживали правительство Варгаса, которое соревновалось с Бразильской коммунистической партией за влияние на них. Перед лицом коммунистической угрозы, Варгас перешёл к установлению режима «Нового государства» (порт. Estado Novo), основанного на поддержке праворадикальных и правых и жёстком преследовании левой и крайне левой оппозиции. Исключив левоцентристов из своей коалиции и уничтожив более радикальных левых, Варгас мало-помалу начал искать сотрудничества с популистским интегралистским движением, чтобы достичь широкой поддержки.
К 1935 году интегралисты, чья популярность быстро росла, особенно среди бразильцев немецкого и итальянского происхождения (суммарная численность этих сообществ составляла около миллиона человек), начали заполнять идеологический вакуум. В 1934 они нацелились на бразильских коммунистов, которых возглавлял Луис Карлос Престес, и вовлекали консервативные массы в уличные конфликты с ними. После распада хрупкого союза рабочих и Варгаса, последний вошёл в альянс с АИБ. Начался один из самых бурных периодов в политической истории Бразилии. События в крупных бразильских городах напоминали баталии на улицах Берлина в 1932—33 годах.

## Закат движения
Когда в 1937 году Варгас обрел все диктаторские полномочия, он отвернулся от АИБ и 3 декабря объявил о её запрете. К тому времени в партии состояло около 200 тысяч членов. Хотя Салгаду устраивала правая ориентация президента, его собственные неприкрытые президентские амбиции угрожали власти Варгаса. В 1938 состоялась последняя попытка интегралистов пройти к власти. 11 мая 1938 между полночью и двумя часами ночи группа из 80 интегралистов под руководством Северу Фурнье атаковала президентский дворец Гуанабара, чтобы свергнуть Варгаса. В последний момент прибыли полицейские и армейские части, в последующей перестрелке пострадало около 20 человек. После этой неудачи около полутора тысяч интегралистов были арестованы, Салгаду выслан в Португалию, а АИБ распалось. Интересно, что подавлением мятежа руководил начальник полиции и политического сыска Филинто Мюллер, идейно-политический единомышленник интегралистов. 
Через несколько лет Салгаду основал новую организацию — Партию народного представительства (порт. Partido de Representação Popular, PRP), повторяющую идеи интегрализма, но без униформы, песен, приветствий и прочей символики. В 1964 году многие из бывших членов АИБ участвовали в военном перевороте, свергнувшем Жуана Гуларта.
В настоящее время в Бразилии всё ещё существуют небольшие группировки интегралистской направленности.